# Giorgio La Malfa
Giorgio La Malfa (ur. 13 października 1939 w Mediolanie) – włoski polityk i nauczyciel akademicki, były minister, wieloletni parlamentarzysta, eurodeputowany.

## Życiorys
W 1961 ukończył studia prawnicze na Uniwersytecie w Pawii, a w 1964 ekonomię na University of Cambridge. Przez kilka lat pracował jako wykładowca na uczelniach w Stanach Zjednoczonych i we Włoszech.
Wkrótce zajął się polityką, rozpoczynając działalność we Włoskiej Partii Republikańskiej (PRI), której lidere, był jego ojciec Ugo La Malfa. W latach 1972–1994 zasiadał w Izbie Deputowanych VI, VII, VIII, IX, X i XI kadencji. Od października 1980 do grudnia 1982 pełnił funkcję ministra budżetu i planowania gospodarczego w czterech kolejnych rządach.
Od 1987 do 1993 i od 1994 do 2001 pełnił funkcję sekretarza republikanów. W latach 1989–1992 i 1994–1999 sprawował mandat posła do Parlamentu Europejskiego III i IV kadencji.
W pierwszej połowie lat 90. jego ugrupowanie również zostało uwikłane w serię afer korupcyjnych (tzw. Tangentopoli). Sam Giorgio La Malfa został oskarżony w postępowaniu dotyczącym defraudacji (w ramachtzw. sprawy Enimont), w procesie karnym skazano go za to na karę sześciu miesięcy pozbawienia wolności.
PRI nie została rozwiązana, lecz znalazła się praktycznie poza parlamentem. Po wyborczej porażce w 1994 Giorgio La Malfa powrócił na stanowisko sekretarza PRI, którą wprowadził do centrolewicowej koalicji Drzewo Oliwne. W 1996 ponownie został posłem, od tego czasu do 2013 nieprzerwanie zasiadał w niższej izbie parlamentu XIII, XIV, XV i XVI kadencji.
W 2001 objął honorową funkcję przewodniczącego Włoskiej Partii Republikańskiej, w tym samym roku doprowadził do przejścia PRI centroprawicowej koalicji Dom Wolności, kierowanej przez Silvia Berlusconiego. Do 2005 przewodniczył Komisji Finansów w Izbie Deputowanych. Od kwietnia 2005 do maja 2006 sprawował urząd ministra ds. europejskich w trzecim rządzie Silvia Berlusconiego.